# Perisphaeria nodosa
Perisphaeria nodosa är en kackerlacksart som beskrevs av Karlis Princis 1963. Perisphaeria nodosa ingår i släktet Perisphaeria och familjen jättekackerlackor. Inga underarter finns listade i Catalogue of Life.